# Husaberg

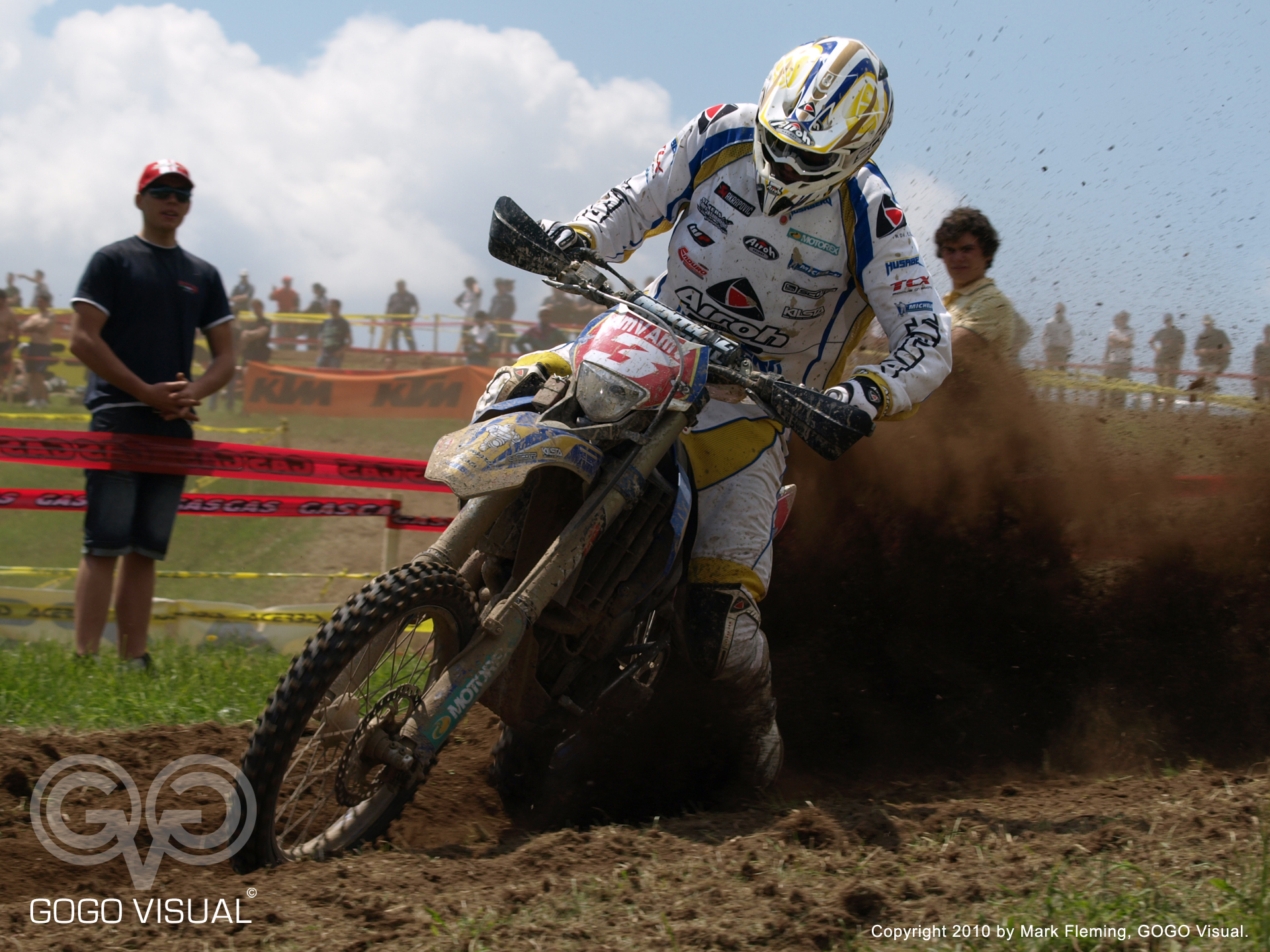
Joakim Ljunggren på en Husaberg 2010.

Husaberg är ett ursprungligen svenskt motorcykelmärke som grundades av Roland Söderqvist, Torbjörn Larsson, Ruben Helmin, Roland Öhrn, Thomas Gustafsson och ägs numera av KTM sedan 1995. Husaberg tillverkades från 1988 till 2013.
Husaberg uppstod ur spillrorna av Husqvarnas motorcykeltillverkning, som såldes till italienska Cagiva 1986. Husaberg AB bildades 1988. Produktionen startades i Askersund vid Husabergs udde, för att senare flyttas in till Vapenvägen i Askersund. Senare under en period var produktionen förlagd till Laxå, men företaget såldes 1995 till österrikiska KTM. Trots att tillverkningen sedan 2003 var förlagd till Österrike, utvecklades motorcyklarna i Sverige.
Namnet "Husaberg" kommer från platsen Husabergs udde, som ligger strax söder om Askersund, det var där företaget startades upp av en grupp ingenjörer och tekniker som tidigare varit anställda på Husqvarna. Husaberg har genom åren skördat stora framgångar i motocross och enduro. Ett stort antal VM-guld har tagits hem av olika förare från olika länder, i sadeln på en Husabergare.
Husaberg var en renodlad tävlingsmotorcykel, med höga prestanda. I Husabergs modellutbud fanns motorcyklar avsedda för motocross, enduro och supermotard. Husaberg hade en tid vissa kvalitetsproblem, men dessa avtog, framförallt sedan tillverkningen flyttats till Österrike.
2009 lanserades en ny motorcykel från Husaberg, med en liggande motor för mer centrerat rotationscentrum. Denna mc lanserades i fyra utföranden: FE 390, FE 450, FE 570 & supermotarden FS 570. Modellen har nästan uteslutande fått toppbetyg i olika tidningar världen över. Dakarföraren Thomas Berglund säger i ett reportage i Mc-nytt "Den är mycket hanterbar och kraften kommer direkt. Nya Husabergaren är definitivt fullträff i mina ögon".
2010 presenterades Husabergs första tvåtaktare TE 250 och TE300 (TE=T-tvåtakt E-enduro). 2012 presenterades Husabergs första TE 125. 2014 blev sista modellåret för Husaberg efter att KTM:s huvudägare förvärvat Husqvarna 2013. Husqvarnas gamla modeller lades ner och Husabergs modeller började säljas under namnet Husqvarna. Husaberg lades då ner som motorcykelmärke.